# Referèndum constitucional de Ruanda de 1978
Es va celebrar un referèndum constitucional de Ruanda el 17 de desembre de 1978. Va continuar al cop d'estat de Juvénal Habyarimana el 1973 i la dissolució de l'únic partit legal, MDR-Parmehutu. La nova constitució va crear una república presidencial sense límits de termini per al president i va fer que el Moviment Republicà Nacional per la Democràcia i el Desenvolupament fos l'únic partit legal. Va ser aprovat pel 89,1% dels votants.

## Resultats
| Elecció                          | Vots      | %     |
| -------------------------------- | --------- | ----- |
| A favor                          | 1.830.678 | 89.09 |
| Contra                           | 224.135   | 10.91 |
| Nuls/en blanc                    |           | –     |
| Total                            | 2.054.813 | 100   |
| Votants registrats/participació  | 2.091.688 |       |
| Font: African Elections Database |           |       |